# Tettigarctidae
Tettigarctidae (лат.) — реликтовое семейство цикадовых равнокрылых насекомых, насчитывающее только два ныне живущих вида в составе рода Tettigarcta. Наиболее примитивное из современных семейств Cicadoidea.

## Распространение
Современные виды встречаются в Австралии.

## Описание
Ночные цикады, избегающие яркого света. Имеют очень мелкие, но функционирующие стрекочущие органы, пронотум сильно расширенный.

## Палеонтология
Древнейшие находки известны из терминального триаса и ранней юры. Семейство доминировало в юрском периоде, но во второй половине мелового периода начался его упадок, так что до сегодняшнего дня эти цикады дожили как реликтовая группа.

## Систематика
2 современных вида и около 20 вымерших.
Подсемейство Cicadoprosbolinae До 2018 года рассматривалось в ранге отдельно семейства Cicadoprosbolidae
- † Architettix Hamilton, 1990 — Бразилия, 122.46 — 112.6 млн лет. Меловой период
- † Cicadoprosbole — Киргизия, 201.6 to 189.6 млн лет. Юрский период
- † Diphtheropsis — Киргизия, Таджикистан, 189.6 — 183.0 млн лет
- † Elkinda Shcherbakov, 1988 — Россия, 125.45 — 122.46 млн лет
- † Hirtaprosbole — Китай, 164.7 — 155.7 млн лет
- † Hylaeoneura — Бельгия, 130.0 — 122.46 млн лет
- † Macrotettigarcta — Китай, 164.7 — 155.7 млн лет
- † Maculaprosbole — Китай, 164.7 — 155.7 млн лет
- † Paraprosbole — Китай, Киргизия, Великобритания, 189.6 — 155.7 млн лет
- † Sanmai — Китай, 164.7 — 155.7 млн лет
- † Shaanxiarcta — Китай, 136.4 — 125.45 млн лет
- † Shuraboprosbole Becker-Migdisova — Китай, Киргизия, Великобритания, 189.6 — 155.7 млн лет. Юрский период
- † Tianyuprosbole — Китай, 164.7 — 155.7 млн лет
- † Turutanovia Becker-Midgisova, 1949 — Казахстан, Монголия, 164.7 — 112.6 млн лет. Юрский период
- † Vetuprosbole Fu et al. 2018[6]. Бирманский янтарь
  - † Vetuprosbole parallelica Fu et al. 2018

Подсемейство Tettigarctinae
- † Cretotettigarcta Fu et al. 2018[6]. Бирманский янтарь
  - † Cretotettigarcta burmensis Fu et al. 2018
- † Eotettigarcta — Великобритания, 58.7 — 55.8 млн лет
- † Kisylia — Киргизия, 189.6 — 183.0 млн лет. Юрский период
- † Liassocicada Bode, 1953 — Германия, Великобритания, 205.6 to 182.0 млн лет. Триасовый период
- † Liassotettigarcta Nel, 1998 — Юрский период, Тунис
- † Magrebarcta — Тунис, 125.45 — 112.6 млн лет
- † Meuniera — Франция, 58.7 — 55.8 млн лет
- † Paratettigarcta — Новая Зеландия, 23.03 — 15.97 млн лет. Миоцен
- † Protabanus Hong, 1982 — Китай, 164.7 — 155.7 млн лет
- † Sunotettigarcta — Китай, Казахстан, 164.7 — 155.7 млн лет
- † Tettagalma — Бразилия, 122.46 — 112.6 млн лет
  - † Tettagalma striata Menon, 2005 — Бразилия
- Tettigarcta
  - Tettigarcta crinita Distant, 1883 — Австралия
  - Tettigarcta tomentosa White, 1845 — Тасмания

Incertae Sedis
В 2009 году Д. Е. Щербаков (2009) исключил из Tettigarctidae род Mesodiphthera. Однако в 2019 году К.Ламбкин (Lambkin, 2019) снова числил их в том же семействе, дополнительно выделив два вида в отдельный род Tardilly.
- Род Hpanraais Jiang et al., 2019[8], бирманский янтарь
  - †Hpanraais problematicus Jiang et al. 2019
- Род †Mesodiphthera Tillyard, 1919 — Триасовый период, Австралия[7]
  - †Mesodiphthera grandis Tillyard, 1919
- Род †Tardilly Lambkin, 2019 — Триасовый период, Австралия[7]
  - †Tardilly dunstani (Tillyard, 1922)
  - †Tardilly prosboloides (Tillyard, 1922)